# 7e cérémonie des prix Génie
La 7e cérémonie des Prix Génie s'est déroulé le 20 mars 1986 au Palais des congrès du Toronto métropolitain pour récompenser les films sortis en 1985. La soirée était animée par Leslie Nielsen et Catherine Mary Stewart.

## Palmarès
Le vainqueur de chaque catégorie est indiqué en gras

### Meilleure actrice
- Margaret Langrick, Mon cousin américain
  - Christine Pak, 90 Days
  - Charlotte Laurier, La Dame en couleurs
  - Monique Spaziani, Le Matou
  - Mary Steenburgen, One Magic Christmas

### Meilleur réalisateur
- Sandy Wilson pour Mon cousin américain

- Jean Beaudin pour Le Matou
- Claude Jutra pour La Dame en couleurs
- Ted Kotcheff pour Joshua Then and Now
- Giles Walker pour 90 Days

### Meilleur documentaire
- Final Offer, Robert Collison and Sturla Gunnarsson
  - Artie Shaw: Time Is All You've Got, Brigitte Berman
  - Le Choix d'un peuple, Bernard Lalonde
  - Tears Are Not Enough, John Zaritsky (en)
  - Waterwalker (en), Bill Mason

### Meilleur documentaire court
- No More Hiroshima (en), Martin Duckworth
  - Neon, an Electric Memoir, Rudy Buttignol (en)
  - Skyward, Roman Kroitor

### Meilleur court métrage d'animation
- The Big Snit, Richard Condie et Michael J. F. Scott (en)
  - Paradis (de), Ishu Patel (en)
  - Sylvia, Yves Leduc